# Graafschap Württemberg
Het graafschap Württemberg was een staat in het Heilige Roomse Rijk vanaf de 12e eeuw tot 1495, waarna het een hertogdom werd. De staat ontstond uit het gebied van het huis Württemberg.  

## Geschiedenis
De naam van het graafschap is afkomstig van het Kasteel Wirtenberg dat staat op een heuvel in Rotenberg in het district Untertürkheim in Stuttgart dat er tot 1819 gestaan heeft. Tot 1350 stond het onder de naam Wirtenberg in de boeken. Het huis Württemberg ontstond aan het einde van de elfde eeuw en de eerste telg die in de boeken verscheen was Konrad I in 1081 waarvan men denkt dat hij het kasteel had gebouwd. De kasteelheren van Württemberg werden in de twaalfde eeuw hertog na het uitsterven van de heerschappij van het huis Hohenstaufen over het hertogdom Zwaben in 1250. Toen was de tijd rijp voor uitbreiding van het gebied. Stuttgart de hoofdstad van het gebied, werd onderdeel van het graafschap door het huwelijk van Ulrich I met Mechthild van Baden in 1251. In 1324 werden de heerlijkheid Riquewihr en het graafschap Horbourg in de Elzas verworven.
Ulrich III zorgde voor meer uitbreiding. Bij zijn overwinning bij de Slag van Döffingen in 1388 kon graaf Eberhard II de macht van de Zwabische Stedenbond breken. Tijdens het bewind van graaf Eberhard III werd in 1397 het graafschap Montbéliard in de Franche-Comté 
verworven door het huwelijk van Everhard IV 
met Henriëtte van Mömpelgard. In Montbéliard resideerde meestal een zijtak van de familie.
In 1442 werd het gebied conform het Verdrag van Nürtingen opgedeeld tussen de broers Ulrich V en Lodewijk I. Ulrich V kreeg Württemberg-Stuttgart en Lodewijk kreeg Württemberg-Urach Bij het Verdrag van Münsingen in  1482 en het Verdrag van Esslinge in 1492 werd bepaald dat Everhard van Württemberg-Urach, later bekend als hertog Everhard I de opvolger van het gehele graafschap Württemberg zou zijn en hiermee weer de verdeling ongedaan gemaakt.  Everhard van Württemberg kreeg geen nakomelingen, maar hij had Everhard VI van Württemberg-Stuttgart, later bekend als Everhard II, als zijn opvolger aangewezen, die samen met een raad van twaalf eerbaren, vertegenwoordigers van de hoven van de beide graafschappen, het land regeerde.
In 1495, tijdens de Rijksdag van Worms werd het graafschap door keizer Maximiliaan I tot hertogdom verheven.